# 孙运锋
孙运锋（1965年2月—），河南郾城人，汉族，九三学社社员。中华人民共和国政治人物、第十三届全国人民代表大会河南省代表。现任九三学社中央常委、河南省委主委，政协河南省委员会副主席。

## 生平
2018年，孙运锋被选为河南省出席第十三届全国人民代表大会代表。
2022年11月26日，河南省十三届人大常委会第三十六次会议决定，免去孙运锋的河南省水利厅厅长职务，任命孙运锋为河南省人民政府副省长。
2025年1月，当选为政协河南省委员会副主席。2025年4月，卸任河南省副省长。